# Middleton (Northamptonshire)
Middleton – wieś w Anglii, w hrabstwie Northamptonshire, w dystrykcie (unitary authority) North Northamptonshire. Leży 31 km na północ od miasta Northampton i 119 km na północ od Londynu. Miejscowość liczy 328 mieszkańców.